# Sophie Dillman
Sophie Dillman es una actriz conocida por interpretar a Ziggy Astoni en la serie Home and Away.

## Biografía
En 2015 se graduó del "QUT Graduate" con una licenciatura en actuación.
Es muy buena amiga del actor Jackson Heywood, así como de las actrices Emily Weir y Courtney Miller.
Desde 2019 sale con el actor Patrick O'Connor.

## Carrera
En 2015 se unió al elenco de la obra de teatro The Man Who Came to Dinner donde interpretó a la actriz Lorraine Sheldon.
El 20 de junio de 2017 obtuvo su primer papel importante en la televisión cuando se unió al elenco de la exitosa serie australiana Home and Away donde da vida a Ziggy Astoni, la hija de Ben Astoni (Rohan Nichol) y Maggie Astoni (Kestie Morassi).

## Filmografía

### Series de televisión[5]
| Año             | Serie         | Personaje    | Notas         |
| --------------- | ------------- | ------------ | ------------- |
| 2017 - presente | Home and Away | Ziggy Astoni | 244 episodios |

### Teatro
| Año  | Título                      | Personaje          | Director          | Teatro          | Notas                                                    |
| ---- | --------------------------- | ------------------ | ----------------- | --------------- | -------------------------------------------------------- |
| 2015 | The Man Who Came to Dinner  | Lorraine Sheldon   | Jennifer Flowers  | Gardens Theatre | junto a Indigo Hallet, Middison Burridge y Rowan Chapman |
| -    | The Coast of Utopia: Voyage | Katya / Mrs. Beyer | David Bell        | -               | -                                                        |
| -    | The Hot / Baltimore         | Jackie             | Robert Benedetti  | -               | -                                                        |
| -    | Survival                    | Southern Hick      | Caroline Kennison | -               | -                                                        |
| -    | The Cherry Orchard          | Liubov Ranevskaya  | Michael Futcher   | -               | -                                                        |
| -    | Romeo and Juliet            | Enfermera          | Jennifer Flowers  | -               | -                                                        |

## Premios y nominaciones
| Año  | Categoría               | Premio                             | Serie         | Resultado |
| ---- | ----------------------- | ---------------------------------- | ------------- | --------- |
| 2018 | Most Popular New Talent | Graham Kennedy Award - Logie Award | Home and Away | Nominada  |